# Myopsyche langi
Myopsyche langi är en fjärilsart som beskrevs av Holland 1920. Myopsyche langi ingår i släktet Myopsyche och familjen björnspinnare. Inga underarter finns listade i Catalogue of Life.